# 애니콜 햅틱 8M
애니콜 햅틱 8M(Anycall Haptic 8M)는 삼성전자가 2009년 3월 25일에 출시한 휴대 전화이다.